# Sacred Heart (album Dio)
Sacred Heart – trzeci studyjny album metalowej grupy Dio, wydany w 1985 roku. Jest to ostatni album grupy na którym zagrał gitarzysta Vivian Campbell, znany również z takich zespołów jak Def Leppard, Riverdogs czy Whitesnake. Okładkę albumu zaprojektował Robert Florczak. Utwór Hungry for Heaven został użyty w filmie Zwariowałem dla ciebie.

## Lista utworów
1. "King of Rock and Roll" – 3:49
2. "Sacred Heart" – 6:27
3. "Another Lie" – 3:48
4. "Rock 'N' Roll Children" – 4:32
5. "Hungry for Heaven" – 4:10
6. "Like the Beat of a Heart" – 4:24
7. "Just Another Day" – 3:23
8. "Fallen Angels" – 3:57
9. "Shoot Shoot" – 4:20

## Twórcy
- Ronnie James Dio – śpiew
- Vivian Campbell – gitara
- Jimmy Bain – gitara basowa
- Claude Schnell – keyboard
- Vinny Appice – perkusja